# Pečeňany
Pečeňany (in ungherese: Bánpecsenyéd) è un comune della Slovacchia facente parte del distretto di Bánovce nad Bebravou, nella regione di Trenčín.